# IC 1516
IC 1516 — галактика типу Sbc (компактна витягнута спіральна галактика) у сузір'ї Риби.
Цей об'єкт міститься в оригінальній редакції індексного каталогу.